# Diócesis de Pafos
La diócesis de Pafos (en latín: Dioecesis Paphiensis) fue una circunscripción eclesiástica de la Iglesia católica en Chipre. Se trataba de una diócesis latina, sufragánea de la arquidiócesis de Nicosia. Fue suprimida en 1571 y continuó como diócesis titular hasta 1629, cuando fue restablecida la sede residencial. En 1684 fue de nuevo suprimida y continuó desde entonces como diócesis titular. Desde 14 de agosto de 1973 es sede vacante.

## Territorio y organización
La diócesis extendía su jurisdicción sobre los fieles católicos de rito latino residentes en la parte occidental de Chipre. Se superponía con las diócesis griegas de Pafos y Arsinoe. Esta última fue conservada con un obispo vicario de rito bizantino, que se autotitulaba como «obispo de Arsinoe y presidente de la diócesis de Pafos».
La sede de la diócesis se encontraba en la ciudad de Pafos, en donde se hallan las ruinas de la basílica de Chrysopolitissa, que fue la catedral destruida por los otomanos.

## Historia
Pafos fue una antigua sede episcopal de la Iglesia autocéfala de Chipre, aún existente, sufragánea de la arquidiócesis de Salamina. La ciudad fue visitada por el apóstol Pablo de Tarso y su discípulo Tito. El primer obispo habría sido Epafrás, mencionado en la Epístola a los colosenses (1,7), sucedido por Tito, ordenado diácono por san Pablo y muerto mártir. No hay muchos obispos griegos documentados en el primer milenio: Cirilo, presente en el Concilio de Nicea I en 325 ; Julio, quien intervino en el Concilio de Constantinopla I en 381; Teodoro, autor de la biografía de Espiridón, obispo de Tremitonte; y Sapricio, quien participó en el Concilio de Éfeso en 431.
En mayo de 1191 la isla de Chipre fue conquistada por el rey Ricardo Corazón de León de Inglaterra, quien había llegado a la región con el fin de participar en la tercera cruzada y recibió afrentas del gobernante de Chipre. Después, el rey Ricardo vendió la isla a los caballeros templarios, los cuales a su vez, luego de una revuelta la retornaron al rey Ricardo, quien la vendió en 1192 al desterrado rey francés del Reino de Jerusalén, Guido de Lusignan. Lusignan estableció una sociedad feudal occidental en Chipre y una dinastía (el Reino de Chipre) que duró casi 300 años.
El rey Emerico de Chipre envió a su canciller y archidiácono Alain a Roma para negociar con el papa Celestino III la organización de la Iglesia chipriota. Muy pronto, a consecuencia de estos cambios, una jerarquía latina fue instaurada en Chipre el 13 de diciembre de 1196, en detrimento de la autóctona jerarquía ortodoxa de la isla. Pafos se convirtió así en obispado de rito latino, sufragáneo de la arquidiócesis de Nicosia. El IV Concilio de Letrán en 1215 (canon 9) reconoció la existencia de varios ritos y costumbres bajo una sola fe católica y autorizó el nombramiento de vicarios orientales como asistentes de los obispos latinos, por lo que prohibió más de un obispo al frente de una misma diócesis. Por esta razón el papa Honorio III insistió en la sumisión en Chipre de las jerarquías griega, armenia, maronita, nestoriana y jacobita. En 1222 la reina Alicia de Chipre concluyó un acuerdo con la nobleza y la jerarquía latina de la isla, por el cual se dispuso:

(...) sólo cuatro obispos griegos permanecerán permanentemente en Chipre y serán obedientes a la Iglesia Romana y a nosotros, al arzobispo y nuestros sufragáneos de acuerdo con la costumbre del Reino de Jerusalén y vivirán en los lugares correspondientes que se mencionan a continuación. Estos lugares están en la diócesis de Nicosia, en Solos; en la diócesis de Pafos, en Arsinoe; en la diócesis de Limasol, en Lefkara; en la diócesis de Famagusta, en Karpasia.

El 3 de julio de 1260 el papa Alejandro IV promulgó la bula Constitutio Cypria, por la cual se dispuso que los 4 obispos grecochipriotas (Solos, Arsinoe, Lefkara y Karpasia) conservaran su estatus bajo supervisión de los obispos latinos. Se les permitió ser elegidos de la forma tradicional, y luego debían jurar obediencia a sus superiores latinos. Cada uno de los 4 obispos griegos remanentes estaba bajo dependencia del obispo católico de la zona, constituyendo en realidad vicariatos autónomos dentro de cada diócesis latina.
Durante la era del Cisma de Occidente la Iglesia latina de Chipre se puso del lado del papado de Aviñón.
La presencia occidental en la isla terminó con la caída de Famagusta en 1571 en manos del ejército del Imperio otomano. Los que no lograron escapar fueron masacrados por los turcos, quienes también arrasaron la mayoría de los lugares de culto de rito latino, o los transformaron en mezquitas. El último obispo de Pafos fue el veneciano Francesco Contarini, que participó en el Concilio de Trento y fue asesinado por los turcos en 1570. De la antigua catedral latina, destruida por terremotos, solo quedan restos arqueológicos.
En las primeras décadas del siglo XVII la presencia latina en la isla chipriota se limitó al convento franciscano de Lárnaca y una capilla en Nicosia, que acogía a los peregrinos que llegaban de Occidente y realizaban funciones religiosas para los comerciantes y marineros de paso. La comunidad de católicos maronitas también era pequeña.
Sin embargo, la Congregación de Propaganda Fide, para fortalecer la presencia católica latina y su acción misionera, pensó en establecer una nueva dioecesis Paphiensis cuyos obispos parecen haber residido en Nicosia desde 1629, en lo que un siglo antes había sido el hospicio franciscano junto a la catedral. Esta sede, sin embargo, tuvo una vida corta, debido al escaso número de fieles, por lo que en Roma se llegó a la conclusión "de que esa dignidad (episcopal) era completamente inútil en esa isla". A la muerte del franciscano Leonardo Paoli, Pafos se convirtió definitivamente en obispado titular. 
La ciudad de Pafos es hoy la sede de una de las cuatro parroquias chipriotas, dependiente del patriarcado latino de Jerusalén, dedicada a san Pablo Pillar.

### Diócesis titular
Desde 1571 a 1629 Pafos figuró entre las sedes episcopales titulares de la Iglesia católica, pero fue suprimida circa 1629. Desde 1684 Pafos figura entre las sedes episcopales titulares de la Iglesia católica como diócesis de Pafos. Desde el 14 de agosto de 1973 es sede vacante.

## Episcopologio

### Obispos griegos
- Cirilo † (mencionado en 325)
- Julio † (mencionado en 381)
- Teodoro † (siglo IV)
- Sapricio † (mencionado en 431)

### Obispos latinos
- B. † (mencionado el 3 de enero de 1197)
- Martin † (antes de octubre de 1220-después del 14 de septiembre de 1222)
- Jean † (antes del 19 de julio de 1231-30 de diciembre de 1237 falleció)
- Henry † (antes del 9 de octubre de 1238-2 de marzo de 1239 nombrado arzobispo de Nazaret)
- Jean de Romanis † (22 de febrero de 1245-26 de marzo de 1253 renunció)
- Emanuel Fraiapani † (30 de mayo de 1254-?)
- Paul † (antes del 7 de mayo de 1256-23 de mayo de 1268 falleció)
- Pierre de Charpigny † (antes del 9 de noviembre de 1269-1286/1287 falleció)
- Robert, O.F.M. † (22 de abril de 1289-1292 falleció)
- Nicola Ungaro † (antes del 10 de septiembre de 1292-28 de septiembre de 1299 nombrado obispo de Ancona)
- Pierre de Monteolivo † (4 de abril de 1302-8 de junio de 1310 falleció)
- Giacomo Moro † (antes del 4 de julio de 1312-21 de diciembre de 1320 falleció)
- Aymeri de Nabinal, O.F.M. † (18 de julio de 1322-24 de febrero de 1327 falleció)
- Gérard de Vitrinis (Veyrines) † (1327-circa 1334 falleció)
  - Filippo Alemanno † (mencionado el 3 de enero de 1336) (obispo electo)
- Oddo de Cancaliis † (2 de junio de 1337-? falleció)
- Hélie de Chambarihac † (21 de abril de 1357-? falleció)
- Raymond Robert † (12 de octubre de 1377-? falleció)
  - Pino Ordelaffi † (antes de 1386-9 de marzo de 1394 nombrado obispo de Cervia)[nota 2]
- Simón † (mencionado el 15 de junio de 1396)
  - Geoffroy † (obispo electo)
- Bertrand de Cadoënt, O.S.B. † (26 de octubre de 1408-15 de febrero de 1413 nombrado obispo de Saint-Flour)
  - Jean Petit, O.E.S.A. † (23 de noviembre de 1413-? falleció) (administrador apostólico)
- Angelo di Norcia, O.F.M. † (5 de mayo de 1428-? falleció)
- Lancelot de Lusignan † (2 de mayo de 1438-20 de marzo de 1444 depuesto)
  - Andrea, O.P. † (20 de marzo de 1444-? renunció) (comendatario)
  - Gelasio di Montolivo † (2 de julio de 1445-? falleció) (in commendam)
  - Jaime de Portugal † (18 de junio de 1457-27 de agosto de 1459 falleció) (administrador apostólico)
- Michele † (14 de diciembre de 1459-1471 falleció)
- Guglielmo Gometi, O.E.S.A. † (13 de mayo de 1471-septiembre de 1473 falleció)
- Antonio Massonio, O.F.M. † (26 de noviembre de 1473-1488 falleció)
- Pietro Landi † (9 de marzo de 1489-1493 falleció)
  - Domenico Grimani † (16 de diciembre de 1493-3 de julio de 1495 nombrado administrador apostólico de Nicosia) (administrador apostólico)
- Jacopo Pesaro † (3 de julio de 1495-? falleció)[nota 3]
- Giovanni Maria Pisauro (o de Cadapesario)[nota 4] † (3 de julio de 1495-1541 falleció)
- Pietro Contarini † (9 de agosto de 1557-1562 renunció)
- Francesco Contarini † (16 de diciembre de 1562-1570 falleció)
  - Sede suprimida

### Obispos titulares
- Alvise Corner † (30 de enero de 1589-4 de octubre de 1590 sucedió al obispo de Padua)
- Aloisio Cornelio † (30 de junio de 1589-?)
- Luca Antonio Gigli † (17 de noviembre de 1597-de diciembre de 1597 por sucesión obispo de Alatri)
- Tommaso Piolatto (Biolato), C.R.L. † (18 de julio de 1605-1606 por sucesión obispo de Fossano)
- Giuseppe Delfino † (2 de mayo de 1616-? falleció)
  - Sede territorial restaurada

### Obispos de la sede residencial restaurada
- Pietro di Vespa, O.Carm. † (16 de julio de 1629-circa 1653 falleció)
- Giovanni Battista di Todi, O.F.M. † (19 de julio de 1660-31 de julio de 1666 falleció)
- Arsenio Sassi di Menaggio, O.F.M. † (14 de noviembre de 1667-1670 falleció)
- Leonardo Paoli di Camaiore, O.F.M. † (27 de mayo de 1675-6 de julio de 1684 falleció)
  - Sede suprimida

### Obispos de la sede titular restaurada
- Michał Szembek † (13 de septiembre de 1706-antes del 19 de junio de 1726 falleció)
- Adam Dwerditsch † (17 de julio de 1775-8 de febrero de 1778 falleció)
- Anton Ferdinand von Rothkirch und Panthen † (25 de junio de 1781-21 de abril de 1805 falleció)
- Ferdinando Mattei † (23 de diciembre de 1805-18 de septiembre de 1807 nombrado obispo de Malta)
- Hilarión Alcázar, O.P. † (5 de septiembre de 1848-15 de octubre de 1870 falleció)
- Pasquale Guerini † (6 de mayo de 1879-23 de noviembre de 1886 nombrado arzobispo de Shkodër)
- Mathurin Picarda, C.S.Sp. † (19 de julio de 1887-22 de enero de 1889 falleció)
- Charles Marbach † (4 de junio de 1891-17 de octubre de 1916 falleció)
- Georges-Marie de Labonninière de Beaumont, C.S.Sp. † (22 de marzo de 1917-26 de diciembre de 1919 por sucesión obispo de Saint-Denis de Reunión)
- Anton Podlaha † (8 de marzo de 1920-14 de febrero de 1932 falleció)
  - Laurenz Matthias Vincenz † (30 de marzo de 1932-6 de mayo de 1932 por sucesión obispo de Coira) (obispo electo)[nota 5]
- Joseph Fan Heng-nfan † (10 de enero de 1933-11 de abril de 1946 nombrado obispo de Jining)
- Benjamin Ibberson Webster † (24 de septiembre de 1946-21 de abril de 1954 nombrado obispo de Peterborough)
- Jeremiah Francis Minihan † (21 de mayo de 1954-14 de agosto de 1973 falleció)